# افرای سفید
افرای سفید (نام علمی: Acer saccharinum) نام یک گونه از سرده افرا است.